# 考德特德拉斯丰特斯
考德特德拉斯丰特斯，是西班牙巴伦西亚自治区巴伦西亚省的一个市镇。总面积35平方公里，总人口820人（2001年），人口密度23人/平方公里。